# Långören (vid Tirmo, Borgå)
Långören är en ö i Finland. Den ligger i Finska viken och i kommunen Borgå i landskapet Nyland, i den södra delen av landet. Ön ligger omkring 51 kilometer öster om Helsingfors.
Öns area är 1 hektar och dess största längd är 210 meter i nord-sydlig riktning. Närmaste större samhälle är Borgå, 19,5 km nordväst om Långören.